# Akbarina
Akbarina es un género de foraminífero bentónico de la familia Pellatispiridae, de la superfamilia Nummulitoidea, del suborden Rotaliina y del orden Rotaliida. Su especie tipo es Miscellanea primitiva. Su rango cronoestratigráfico abarca el Selandiense (Paleoceno medio).

## Clasificación
Akbarina incluye a las siguientes especies:
- Akbarina primitiva †